# Edirne (province)
Pour la ville, voir Edirne.
La province d’Edirne (en turc : Edirne ili) est une des 81 provinces de la Turquie. Sa préfecture est la ville éponyme d’Edirne.

## Géographie
Avec une superficie de 6 276 km2, c'est la seule province frontalière terrestre avec la Grèce située à l'ouest, de l'autre côté de la Maritsa (Meriç en turc), qui délimite ainsi les deux pays ; et l'une des cinq provences turques situées sur le continent européen. Elle est également frontalière de la Bulgarie.

## Population
En 2013, la province était peuplée d'environ 398 582 habitants, soit une densité de population d'environ 64 hab./km2.
| 2000    | 2001    | 2002    | 2003    | 2004    | 2005    | 2006    | 2007    | 2008    |
| ------- | ------- | ------- | ------- | ------- | ------- | ------- | ------- | ------- |
| 392 134 | 393 292 | 393 896 | 394 320 | 394 852 | 395 449 | 396 047 | 396 462 | 394 644 |

| 2009    | 2010    | 2011    | 2012    | 2013    | 2014    | 2015    | 2016    | 2017    |
| ------- | ------- | ------- | ------- | ------- | ------- | ------- | ------- | ------- |
| 395 463 | 390 428 | 399 316 | 399 708 | 398 582 | 400 280 | 402 537 | 401 701 | 406 855 |

| 2018    | 2019    | 2020    | 2021    | 2022    | 2023    | - | - | - |
| ------- | ------- | ------- | ------- | ------- | ------- | - | - | - |
| 411 528 | 413 903 | 407 763 | 412 115 | 414 714 | 419 913 | - | - | - |

## Administration
La province est administrée par un préfet (en turc : vali).

## Subdivisions
La province est divisée en neuf arrondissements (en turc : ilçe, au singulier).